# 樊崇
樊 崇（はん すう、? - 27年）は、中国の新代から後漢時代初期にかけての武将。字は細君。徐州琅邪郡の人。新代に蜂起した農民軍である赤眉軍の頭領である。なお、後漢の大司徒鄧禹の配下にも同姓同名の人物（驍騎将軍）が存在するが、これは別人である。

## 事跡

### 泰山での蜂起
| 姓名           | 樊崇                              |
| 時代           | 新代 - 後漢時代                   |
| 生没年         | 生年不詳 - 27年（建武3年）        |
| 字・別号       | 細君（字）                        |
| 本貫・出身地等 | 徐州琅邪郡                        |
| 職官           | 〔赤眉軍頭領〕→御史大夫〔劉盆子〕 |
| 爵位・号等     | 列侯〔更始〕                      |
| 陣営・所属等   | 〔独立勢力〕→劉盆子               |
| 家族・一族     | 〔不詳〕                          |

呂母の乱から数年後に、莒（琅邪郡）で100人余りで挙兵し、泰山郡に入って三老を号した。当時、青州と徐州は大飢饉に見舞われ、各地で盗賊が蔓延っていたが、これらの盗賊は樊崇を勇猛な人物とみなしてその傘下に加わり、1年ほどの間に1万人余りの軍勢に膨らんだ。さらに、琅邪郡出身の逄安、東海郡の徐宣・謝禄・楊音らも加わり、数万の軍勢となっている。
最初、莒を攻撃したが攻略できず、転じて姑幕（琅邪郡）を攻撃し、地皇2年（21年）、探湯侯田況の軍を撃破した。樊崇の軍は、さらに青州で略奪を働いた後に泰山に引き返したが、この頃から、盗賊の寄せ集めだった樊崇の軍が次第に軍隊としての組織、規律を整えていくようになる。

### 赤眉軍の出現と三輔進攻
地皇3年（22年）、王莽は、樊崇を討伐するために、更始将軍・平均公廉丹・太師王匡の軍を派遣した。この際に、樊崇らは、敵軍との識別を図るため、自軍の兵士の眉を赤く染めるように指示した。これが赤眉軍と呼ばれる所以である。赤眉軍は廉丹・王匡の軍を撃破し、さらに無塩（東平郡）まで追撃して廉丹を討ち取った。その後、赤眉軍の一部は河北へ分散し、樊崇の軍は、各地を攻略しながら陳留郡に入り、魯城（魯郡）を攻め落とし、濮陽（東郡）に進入した。
更始元年（23年）10月、洛陽に遷都した更始帝（劉玄）は、使者を派遣して樊崇に降伏を勧めた。樊崇は将帥20数人だけを連れて洛陽を訪れ、列侯に封じられている。しかし、樊崇らは領地を与えられず、養えなくなった部下の兵士が逃走し始めたため、樊崇らは洛陽から逃亡して再び自軍の下に戻った。赤眉軍は潁川に入り、軍を2つに分け、一軍を樊崇・逄安が率い、もう一軍を徐宣・謝禄・楊音が率いている。樊崇軍は長社（潁川郡）・宛（南陽郡）を攻略し、徐宣軍は陽翟・梁（潁川郡）を攻略して河南太守を斬った。
赤眉軍は連戦連勝しながらも疲弊し、兵士たちは東へ帰ることを求め始めた。樊崇らは、東へ戻れば軍が瓦解すると判断し、あくまで長安へ進攻することにしている。更始2年（24年）冬、樊崇軍は武関から、徐宣軍は陸渾関から、それぞれ三輔へ進入し、更始3年（25年）1月には弘農郡で両軍が合流した。

### 劉盆子擁立と長安支配
赤眉軍はさらに更始軍を撃破して、華陰（弘農郡）に到達する。ここで、従軍していた巫（かんなぎ）がトランス状態で劉氏宗族を天子に立てよと言い、更始帝に殺された方望の弟の方陽が、劉氏宗室の者を擁立して、軍の正統性を確保することを勧めた。赤眉軍諸将は協議して、一番血筋が近い者三人から籤で選ぶことにした結果、同年6月、劉盆子を皇帝に擁立し、建世元年と号している。樊崇は勇猛をもって頭領となっていたが、読み書き計算が出来なかったため、学問の素養があった徐宣に丞相の地位を譲り、自身は御史大夫に就いた。
同年9月、赤眉軍は、更始帝に反逆した張卬らの手引きにより、長安を攻め落とし、更始帝を降伏させてその政権を滅ぼした。しかし、樊崇らの支配は乱脈の限りで、長安やその周辺で略奪狼藉を繰り返した。建世2年（26年）春、糧食が尽きてしまい、長安を捨てて西進するが、安定郡で隗囂と戦い、大雪に逢い多くの死傷者を出して、結果的に東に還ることとなった。この間、光武帝（劉秀）配下の大司徒鄧禹は長安を収めるも、戻ってきた赤眉軍のため長安を去る。主力部隊が抜けた機会を狙って長安を襲った鄧禹を謝禄が撃退するものの、杜陵（京兆尹）で逄安率いる主力部隊が、延岑・李宝に撃破されてしまう。食料が得られず、同年12月、樊崇らは東へ帰る決断をした。

### 後漢への降伏と最期
建世3年（27年）、樊崇らは、鄧禹の軍を各地で撃破しながら懸命に東へ逃走したが、崤底（弘農郡黽池県）で馮異率いる漢軍に大敗した。樊崇らは宜陽（弘農郡）へ逃れたが、ここで光武帝らが率いる漢の大軍に正面を防がれ、ついに徐宣以下30人と共に肉袒（上半身を肌脱ぎ）して降伏した。
その後、樊崇は洛陽に妻子と共に居住したが、同年夏、逄安と共に謀反して誅された。